# Перлітова текстура

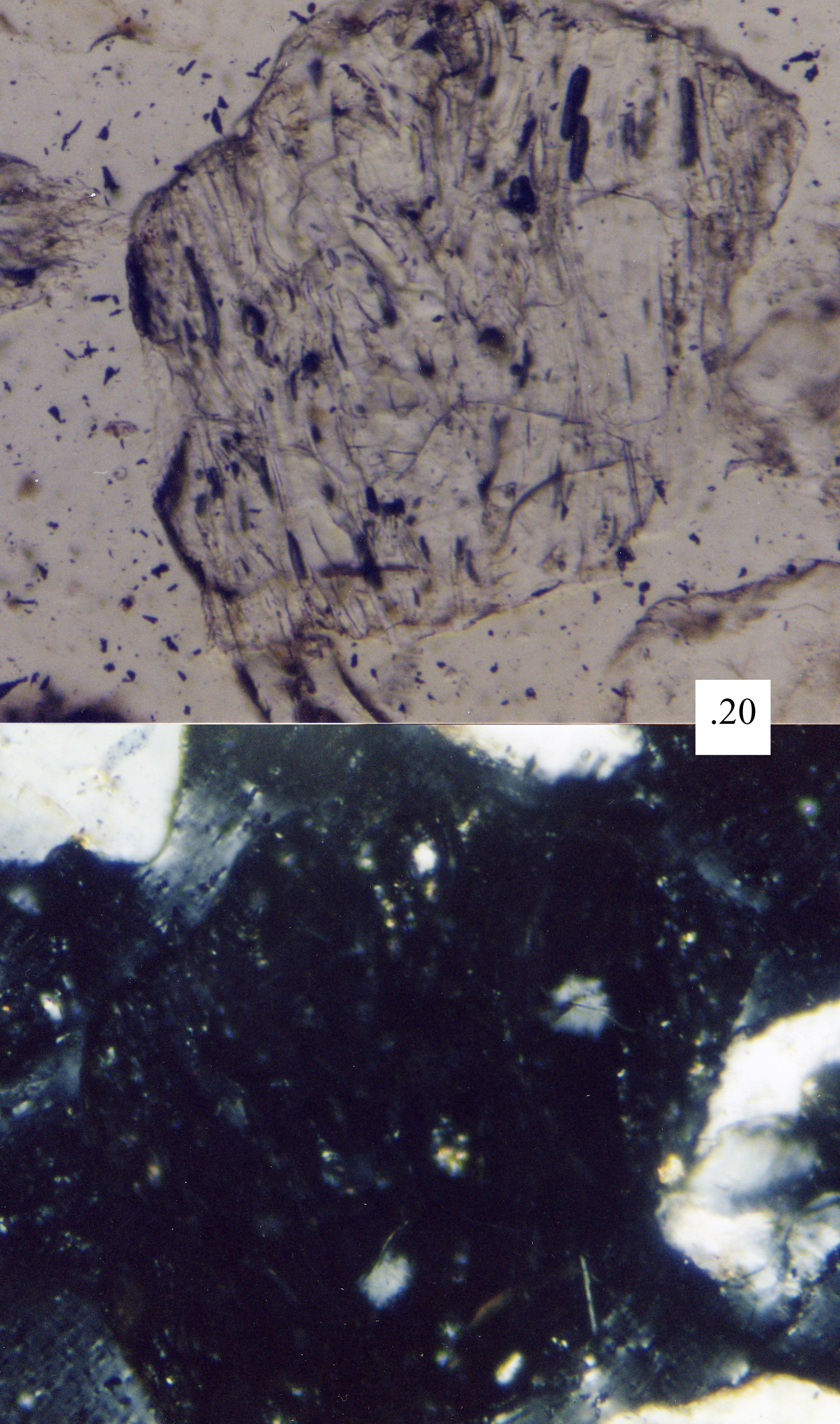
Піщані зерна у вулканічному склі під мікроскопом. На нижньму шліфі вони нагадують перли.

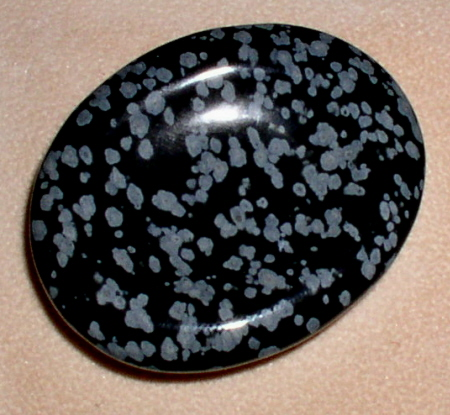
Перлітова структура обсидіану.

Перлітова текстура – текстура кислого вулканічного скла, характерна наявністю овальних утворень, що нагадують перли.
Перлітова структура характерна для обсидіану: всередині мінерал розсічений цілою сіткою дугоподібних або напівсферичних тріщин. Внаслідок розпаду скла уздовж таких тріщин з’являються бобовинні або кулеподібні часточки.